# 체계 안전성
체계 안전성(體系 安全性)은 체계(시스템)을 개발할 때 신뢰성 및 안전성을 갖는 체계 개발을 위한 활동을 말한다.

## 같이 보기
- 신뢰성 분석
- FMECA
- SSHA
- FTA